# Joost de Damhouderstraat

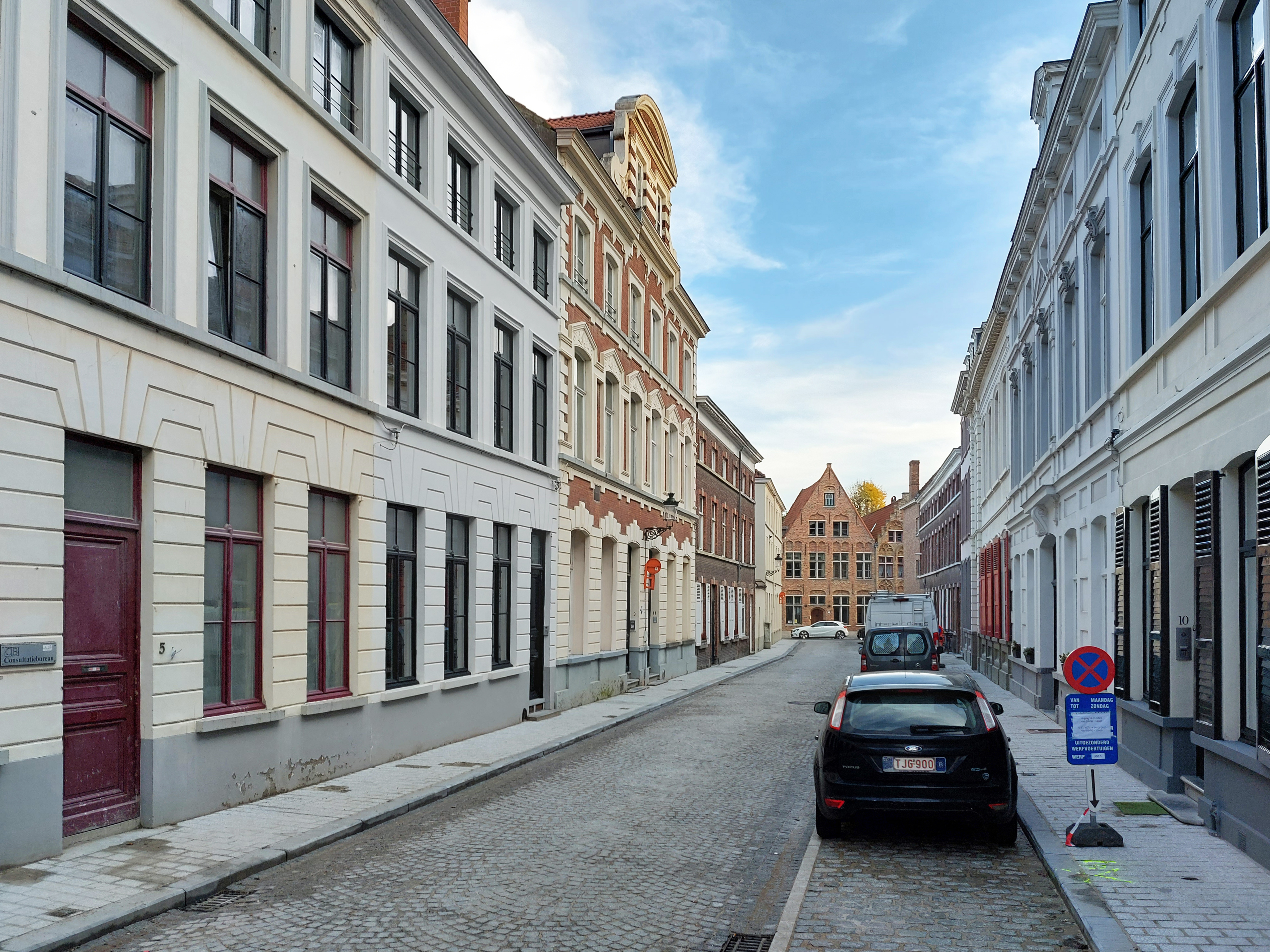
De Joost de Damhouderstraat, gezien in de richting van de Molenmeers

De Joost de Damhouderstraat is een straat in Brugge.

## Beschrijving
In het hart van de stad een straat vinden die naar een historisch personage is genoemd is eerder uitzonderlijk. Het geven van persoonsnamen aan straten is pas in de 19de eeuw stilaan in toepassing gebracht, maar in Brugge hadden tegen die tijd alle straten van de historische stad al lang een naam, zodat er hiervoor weinig ruimte overbleef.
Pas als een volledig nieuwe straat werd aangelegd kon men eventueel aan een persoonsnaam denken. Het is wat voor deze straat gebeurde. Na de afschaffing van de kerkhoven bij de stadskerken, was rond de Sint-Annakerk een lege plek ontstaan, die beschikbaar was voor urbanisatie. In de tweede helft van de 19de eeuw werd er een nieuwe straat door getrokken, langs waar huizen konden worden gebouwd. In 1870 noemde het stadsbestuur ze Damhoudersstraat. Het is pas in 1936 dat duidelijker gemaakt werd dat men met deze naam de eminente 16de-eeuwse rechtsgeleerde wilde eren, door er Joost de Damhouderstraat van te maken.
Het was te verwachten dat men, in een tijd waar Brugse glories een standbeeld kregen (Simon Stevin, Hans Memling, Jan van Eyck, Jan Breydel en Pieter de Coninck), men ook, wanneer het mogelijk was, de herinnering aan sommige anderen zou bestendigen door het geven van een straatnaam. Joost de Damhouder was de naam die hiervoor als eerste bij het stadsbestuur opkwam.
De straat loopt van het Sint-Annaplein naar de Molenmeers.